# Ekereds naturreservat
Ekered är ett naturreservat i Hasslövs socken i Laholms kommun i Halland.

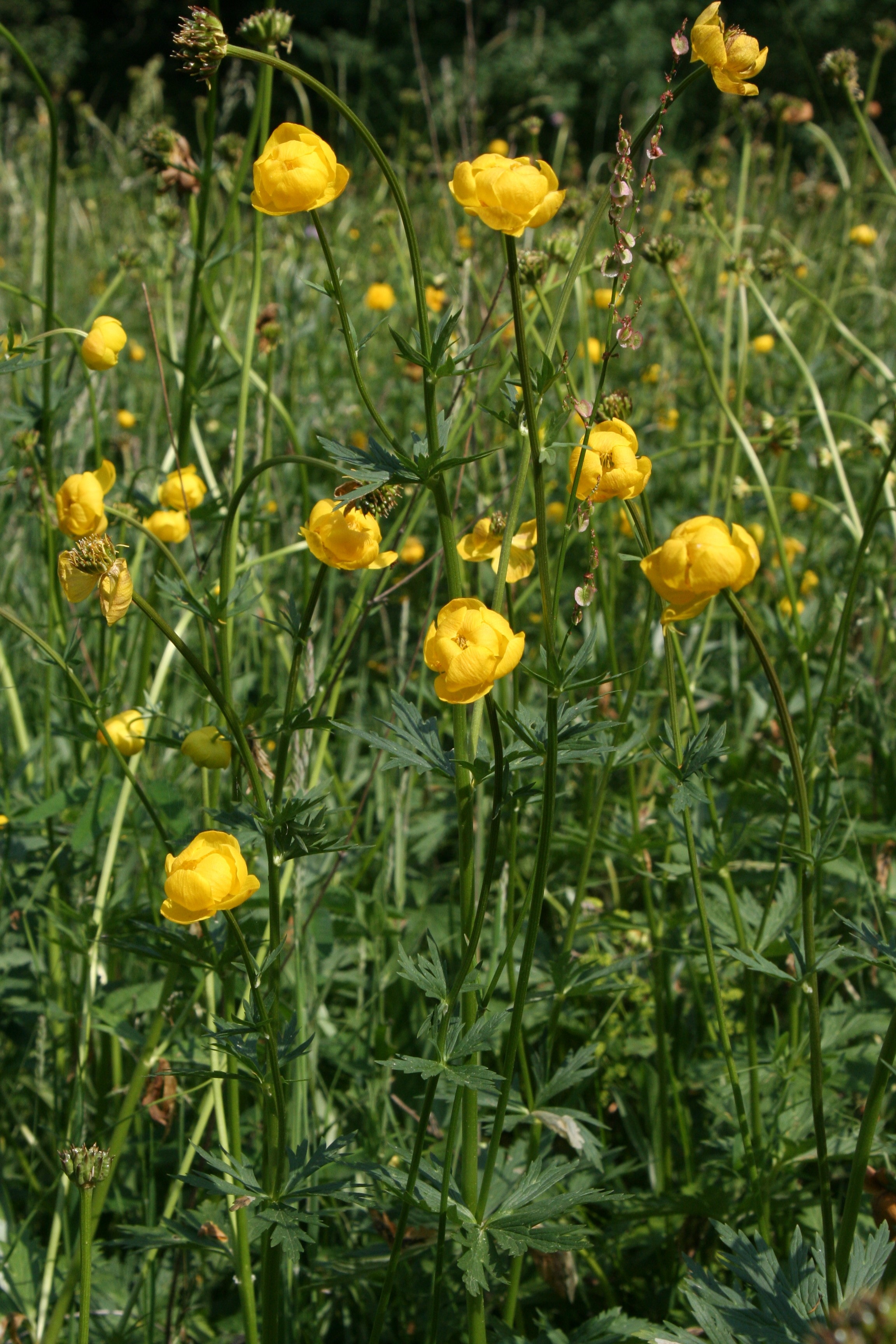
Smörbollar

På Hallandsåsen 4,5 km söder om Hasslöv ligger denna blomsteräng som sedan 1976 är skyddad som naturreservat. Blomsterprakten anses vara ett resultat av långvarig lieslåtter. Smörbollar pryder reservatet i maj och juni. Här växer även Jungfru Marie nycklar, en av våra vanligaste orkideer. Senare på sommaren märks ängsvädd, kärrtistel och kärrfibbla. Den kalkrika moränen gynnar floran. Det 2 hektar stora reservatet ligger inbäddat i skogsmark.
År 2013 utvidgades naturreservatet till 34 ha. Det omfattar därefter slåtteräng, rikkärr, näringsfattig ekskog, näringsrik bokskog och lövsumpskog.